# Påföljd för brott i Sverige
De påföljder för brott som används i svensk rätt är enligt 1 kap. 3 § brottsbalken straffen böter och fängelse samt villkorlig dom, skyddstillsyn och överlämnande till särskild vård. Fängelse är att anse som ett svårare straff än böter, villkorlig dom och skyddstillsyn. Övriga påföljder får tillämpas trots att de inte är nämnda i bestämmelserna om de särskilda brotten.
När någon döms för flera brott, skall rätten döma till gemensam påföljd för brotten, om inte något annat är föreskrivet. Vid val av påföljd skall rätten fästa särskilt avseende vid omständigheter som talar för en lindrigare påföljd än fängelse.

## Ålder och påföljder
För brott som någon begått innan den fyllt arton år får rätten döma till fängelse endast om det finns synnerliga skäl. Att rätten därvid i första hand skall bestämma påföljden till sluten ungdomsvård i stället för fängelse. 
För brott som någon begått efter det att han eller hon fyllt arton men innan han eller hon fyllt tjugoett år får rätten döma till fängelse endast om det med hänsyn till gärningens straffvärde eller annars finns särskilda skäl enligt 30 kap. 5 § 2:a stycket brottsbalken.
Några exempel på domar där gärningsmännens ålder tagits i beaktande är:
- En 15-årig pojke, som gjort sig skyldig till mord, har överlämnats till vård inom socialtjänsten.[9]
- Påföljden för en 19-åring, som dömts för mord, har bestämts till fängelse 9 år.[10]
- 16-årig yngling, som bland annat deltagit i tre rån, har dömts till skyddstillsyn eftersom Högsta domstolen inte ansåg att synnerliga skäl förelåg för fängelse.[11]
- 17-årig yngling som gjort sig skyldig till mened har dömts till fängelse en månad eftersom menedsbrottet är riktat mot rättssamhället och utgör ett allvarligt hot mot den dömande verksamheten.[12]
- 19-årig yngling som begått mened har dömts till tre månaders fängelse. Vid bestämmandet av fängelsestraffets längd har hänsyn tagits till hans ungdom, varför han ådömdes ett kortare fängelsestraff än vad den aktuella brottsligheten motiverat.[13]
- 19-årig yngling som misshandlat annan och förorsakat en omedelbart livshotande skada som bort förskylla tre års fängelse har beroende på att han ännu inte fyllt 21 år dömts till fängelse i ett år två månader.

## Fotnoter
1. ↑  1 kap. 3 § Brottsbalken (1962:700)
2. ↑  1 kap. 5 § Brottsbalken (1962:700)
3. ↑  30 kap. 1 § Brottsbalken (1962:700)
4. ↑  1 kap. 4 § Brottsbalken (1962:700)
5. ↑  30 kap. 3 § Brottsbalken (1962:700)
6. ↑  30 kap. 4 § Brottsbalken (1962:700)
7. ↑  30 kap. 5 § Brottsbalken (1962:700)
8. ↑  30 kap. 5 § 2 stycket Brottsbalken (1962:700)
9. ↑  RH 1993:10
10. ↑  RH 2008:34
11. ↑  NJA 1993 s. 456
12. ↑  RH 1996:19
13. ↑  RH 1994:58